# Rally van Argentinië 2002
De Rally van Argentinië 2002, formeel 22º Rally Argentina, was de 22e editie van de Rally van Argentinië en de zesde ronde van het wereldkampioenschap rally in 2002. Het was de 353e rally in het wereldkampioenschap rally die georganiseerd wordt door de Fédération Internationale de l'Automobile (FIA). De start was in Villa Carlos Paz en de finish in Córdoba.

## Programma
| Etappe | Datum           | Klassementsproeven | Competitieve afstand |
| ------ | --------------- | ------------------ | -------------------- |
| 1      | Vrijdag 17 mei  | 9                  | 153,79 kilometer     |
| 2      | Zaterdag 18 mei | 9                  | 153,79 kilometer     |
| 3      | Zondag 19 mei   | 4                  | 73,87 kilometer      |
|        |                 |                    |                      |
| Totaal | Totaal          | 22                 | 381,45 kilometer     |

## Resultaten
| Algemene top tien | Algemene top tien | Algemene top tien | Algemene top tien            | Algemene top tien | Algemene top tien | Algemene top tien               | Algemene top tien               |
| Pos.              | #                 | Rijder            | Auto                         | Gr/kl             | Tijd              | Eerste                          | Punten                          |
| Pos.              | #                 | Navigator         | Inschrijving                 | C                 | Straftijd         | Vorige                          | Punten                          |
| ----------------- | ----------------- | ----------------- | ---------------------------- | ----------------- | ----------------- | ------------------------------- | ------------------------------- |
| 1.                | 4                 | Carlos Sainz      | Ford Focus RS WRC 02         | A8                | 4:08:09,1         | 0:00                            | 10                              |
| 1.                | 4                 | Luís Moya         | Ford Motor Co Ltd.           | C                 |                   | =                               | 10                              |
| 2.                | 11                | Petter Solberg    | Subaru Impreza S8 WRC 02     | A8                | 4:08:13,1         | + 4,0                           | 6                               |
| 2.                | 11                | Phil Mills        | 555 Subaru World Rally Team  | C                 |                   | + 4,0                           | 6                               |
| 3.                | 5                 | Colin McRae       | Ford Focus RS WRC 02         | A8                | 4:10:28,2         | + 2:19,1                        | 4                               |
| 3.                | 5                 | Nicky Grist       | Ford Motor Co Ltd.           | C                 |                   | + 2:15,1                        | 4                               |
| 4.                | 6                 | Markko Märtin     | Ford Focus RS WRC 02         | A8                | 4:11:01,5         | + 2:52,4                        | 3                               |
| 4.                | 6                 | Michael Park      | Ford Motor Co Ltd.           | C                 |                   | + 33,3                          | 3                               |
| 5.                | 15                | Toni Gardemeister | Škoda Octavia WRC Evo 2      | A8                | 4:13:27,9         | + 5:18,8                        | 2                               |
| 5.                | 15                | Paavo Lukander    | Škoda Motorsport             | C                 | 0:10              | + 2:26,4                        | 2                               |
| 6.                | 14                | Kenneth Eriksson  | Škoda Octavia WRC Evo 2      | A8                | 4:14:25,7         | + 6:16,6                        | 1                               |
| 6.                | 14                | Tina Thörner      | Škoda Motorsport             | C                 |                   | + 57,8                          | 1                               |
| 7.                | 19                | Juha Kankkunen    | Hyundai Accent WRC3          | A8                | 4:16:12,4         | + 8:03,3                        |                                 |
| 7.                | 19                | Juha Repo         | Hyundai Castrol WRT          | C                 |                   | + 1:46,7                        |                                 |
| 8.                | 8                 | Alister McRae     | Mitsubishi Lancer WRC        | A8                | 4:16:58,7         | + 8:49,6                        |                                 |
| 8.                | 8                 | David Senior      | Marlboro Mitsubishi Ralliart | C                 |                   | + 46,3                          |                                 |
| 9.                | 16                | Gabriel Pozzo     | Škoda Octavia WRC Evo 2      | A8                | 4:22:08,0         | + 13:58,9                       |                                 |
| 9.                | 16                | Daniel Stillo     | Škoda Motorsport             | C                 |                   | + 5:09,3                        |                                 |
| 10.               | 54                | Ramón Ferreyros   | Mitsubishi Lancer Evo VII    | N4                | 4:32:27,6         | + 24:18,5                       |                                 |
| 10.               | 54                | Diego Vallejo     | Ramón Ferreyros              | N4                |                   | + 10:19,6                       |                                 |
| DNF top tien      |                   |                   |                              |                   |                   |                                 |                                 |
| Pos.              | #                 | Rijder            | Auto                         | Gr/kl             | KP                | Reden                           | Reden                           |
| Pos.              | #                 | Navigator         | Inschrijving                 | C                 | KP                | Reden                           | Reden                           |
| EX                | 1                 | Richard Burns     | Peugeot 206 WRC              | A8                | 22                | Uitgesloten - vliegwiel gewicht | Uitgesloten - vliegwiel gewicht |
| EX                | 1                 | Robert Reid       | Peugeot Total                | C                 | 22                | Uitgesloten - vliegwiel gewicht | Uitgesloten - vliegwiel gewicht |
| EX                | 2                 | Marcus Grönholm   | Peugeot 206 WRC              | A8                | 22                | Uitgesloten - illegale hulp     | Uitgesloten - illegale hulp     |
| EX                | 2                 | Timo Rautiainen   | Peugeot Total                | C                 | 22                | Uitgesloten - illegale hulp     | Uitgesloten - illegale hulp     |
| DNF               | 3                 | Harri Rovanperä   | Peugeot 206 WRC              | A8                | 11                | Motor                           | Motor                           |
| DNF               | 3                 | Risto Pietiläinen | Peugeot Total                | C                 | 11                | Motor                           | Motor                           |
| DNF               | 7                 | François Delecour | Mitsubishi Lancer WRC        | A8                | 7                 | Motor                           | Motor                           |
| DNF               | 7                 | Daniel Grataloup  | Marlboro Mitsubishi Ralliart | C                 | 7                 | Motor                           | Motor                           |
| DNF               | 10                | Tommi Mäkinen     | Subaru Impreza S8 WRC 02     | A8                | 21                | Ongeluk                         | Ongeluk                         |
| DNF               | 10                | Kaj Lindström     | 555 Subaru World Rally Team  | C                 | 21                | Ongeluk                         | Ongeluk                         |
| DNF               | 17                | Armin Schwarz     | Hyundai Accent WRC3          | A8                | 9                 | Brandstofpomp                   | Brandstofpomp                   |
| DNF               | 17                | Manfred Hiemer    | Hyundai Castrol WRT          | C                 | 9                 | Brandstofpomp                   | Brandstofpomp                   |
| DNF               | 18                | Freddy Loix       | Hyundai Accent WRC3          | A8                | 11                | Elektrisch                      | Elektrisch                      |
| DNF               | 18                | Sven Smeets       | Hyundai Castrol WRT          | C                 | 11                | Elektrisch                      | Elektrisch                      |
| DNF               | 23                | Gilles Panizzi    | Peugeot 206 WRC              | A8                | 17                | Radiator                        | Radiator                        |
| DNF               | 23                | Hervé Panizzi     | Peugeot Total                | A8                | 17                | Radiator                        | Radiator                        |
| DNF               | 58                | Luca Baldini      | Mitsubishi Lancer Evo VI     | N4                | 4                 | Motor                           | Motor                           |
| DNF               | 58                | Marco Muzzarelli  | Luca Baldini                 | N4                | 4                 | Motor                           | Motor                           |
| DNF               | 65                | Beppo Harrach     | Mitsubishi Lancer Evo VI     | N4                | 15                | Wiel afgebroken                 | Wiel afgebroken                 |
| DNF               | 65                | Jutta Gebert      | Beppo Harrach                | N4                | 15                | Wiel afgebroken                 | Wiel afgebroken                 |

| PWRC top drie | PWRC top drie   | PWRC top drie |
| Pos.          | Rijder          | Pnt.          |
| ------------- | --------------- | ------------- |
| 1             | Ramón Ferreyros | 10            |
| 2             | Toshi Arai      | 6             |
| 3             | Karamjit Singh  | 4             |

## Statistieken

#### Klassementsproeven
| Etappe | Datum  | KP | Starttijd | Naam                    | Lengte   | Snelste rijder                | Tijd          | Gem. snelheid | Rallyleider     |
| ------ | ------ | -- | --------- | ----------------------- | -------- | ----------------------------- | ------------- | ------------- | --------------- |
| 1      | 17 mei | 1  | 8:33      | Capilla del Monte 1     | 23,02 km | Neutralisatie                 | Neutralisatie | Neutralisatie | geen            |
| 1      | 17 mei | 2  | 9:04      | San Marcos Sierra 1     | 26,97 km | Marcus Grönholm               | 15:38,7       | 103,43 km/u   | Marcus Grönholm |
| 1      | 17 mei | 3  | 10:54     | Cosquin 1               | 19,19 km | Marcus Grönholm               | 13:20,9       | 86,26 km/u    | Marcus Grönholm |
| 1      | 17 mei | 4  | 12:07     | Pro-Racing - Lane A - 1 | 3,44 km  | Marcus Grönholm               | 2:10,5        | 94,90 km/u    | Marcus Grönholm |
| 1      | 17 mei | 5  | 12:09     | Pro-Racing - Lane B - 1 | 3,44 km  | Tommi Mäkinen                 | 2:10,2        | 95,12 km/u    | Marcus Grönholm |
| 1      | 17 mei | 6  | 13:52     | Tanti 1                 | 16,07 km | Richard Burns                 | 8:27,3        | 114,04 km/u   | Marcus Grönholm |
| 1      | 17 mei | 7  | 14:50     | La Falda 1              | 9,37 km  | Marcus Grönholm               | 6:36,7        | 85,03 km/u    | Marcus Grönholm |
| 1      | 17 mei | 8  | 15:53     | La Cumbre 1             | 23,46 km | Marcus Grönholm               | 20:38,9       | 68,17 km/u    | Marcus Grönholm |
| 1      | 17 mei | 9  | 16:45     | Ascochinga 1            | 28,83 km | Freddy Loix                   | 20:18,6       | 85,17 km/u    | Marcus Grönholm |
|        |        |    |           |                         |          |                               |               |               | Marcus Grönholm |
| 2      | 18 mei | 10 | 8:33      | Capilla del Monte 2     | 23,02 km | Richard Burns                 | 17:10,0       | 80,46 km/u    | Marcus Grönholm |
| 2      | 18 mei | 11 | 9:04      | San Marcos Sierra 2     | 26,97 km | Tommi Mäkinen                 | 15:13,3       | 106,31 km/u   | Marcus Grönholm |
| 2      | 18 mei | 12 | 10:54     | Cosquin 2               | 19,19 km | Tommi Mäkinen                 | 13:16,7       | 86,71 km/u    | Marcus Grönholm |
| 2      | 18 mei | 13 | 12:07     | Pro-Racing - Lane A - 2 | 3,44 km  | Richard Burns                 | 2:12,7        | 93,32 km/u    | Marcus Grönholm |
| 2      | 18 mei | 14 | 12:09     | Pro-Racing - Lane B - 2 | 3,44 km  | Colin McRae                   | 2:12,2        | 93,68 km/u    | Marcus Grönholm |
| 2      | 18 mei | 15 | 13:52     | Tanti 2                 | 16,07 km | Tommi Mäkinen                 | 8:22,7        | 115,08 km/u   | Marcus Grönholm |
| 2      | 18 mei | 16 | 14:50     | La Falda 2              | 9,37 km  | Colin McRae                   | 6:35,9        | 85,20 km/u    | Marcus Grönholm |
| 2      | 18 mei | 17 | 15:53     | La Cumbre 2             | 23,46 km | Tommi Mäkinen                 | 19:49,4       | 71,01 km/u    | Tommi Mäkinen   |
| 2      | 18 mei | 18 | 16:45     | Ascochinga 2            | 28,83 km | Richard Burns Marcus Grönholm | 18:39,2       | 92,73 km/u    | Tommi Mäkinen   |
|        |        |    |           |                         |          |                               |               |               | Tommi Mäkinen   |
| 3      | 19 mei | 19 | 9:00      | El Condor               | 16,77 km | Marcus Grönholm               | 13:52,6       | 72,51 km/u    | Marcus Grönholm |
| 3      | 19 mei | 20 | 10:13     | Giulio Cesare           | 22,82 km | Marcus Grönholm               | 18:35,0       | 73,68 km/u    | Marcus Grönholm |
| 3      | 19 mei | 21 | 10:53     | Cura Brochero           | 13,63 km | Marcus Grönholm               | 6:43,1        | 121,73 km/u   | Marcus Grönholm |
| 3      | 19 mei | 22 | 12:39     | El Mirador              | 20,65 km | Richard Burns                 | 11:30,8       | 107,61 km/u   | Carlos Sainz    |

| KP overwinningen | KP overwinningen |
| Rijder           | Aantal           |
| ---------------- | ---------------- |
| Marcus Grönholm  | 9                |
| Richard Burns    | 5                |
| Tommi Mäkinen    | 5                |
| Colin McRae      | 2                |
| Freddy Loix      | 1                |

## Kampioenschap standen

#### Rijders
|   | Pos. | Rijder          | Pnt. |
| - | ---- | --------------- | ---- |
| = | 1    | Marcus Grönholm | 31   |
| = | 2    | Gilles Panizzi  | 20   |
| 3 | 3    | Carlos Sainz    | 19   |
| 1 | 4    | Richard Burns   | 19   |
| 1 | 5    | Tommi Mäkinen   | 14   |

#### Constructeurs
|   | Pos. | Constructeur                 | Pnt. |
| - | ---- | ---------------------------- | ---- |
| = | 1    | Peugeot Total                | 68   |
| 1 | 2    | Ford Motor Co Ltd.           | 41   |
| 1 | 3    | 555 Subaru World Rally Team  | 33   |
| = | 4    | Marlboro Mitsubishi Ralliart | 6    |
| 1 | 5    | Škoda Motorsport             | 5    |

- Noot: Enkel de top 5-posities worden in beide standen weergegeven.